# Новотроицкое (Частоозерский район)
Новотроицкое — село в Частоозерском районе Курганской области. Входит в состав Новотроицкого сельсовета.

## История
До 1917 года входило в состав Утчанской волости Ишимского уезда Тобольской губернии. По данным на 1926 год состояло из 323 хозяйств. В административном отношении являлось центром Новотроицкого сельсовета Частоозерского района Ишимского округа Уральской области.

## Население
| 1989 | 2002 | 2010 |
| ---- | ---- | ---- |
| 583  | ↘469 | ↘309 |

По данным переписи 1926 года в селе проживал 1881 человек (934 мужчины и 947 женщин), в том числе: русские составляли 99 % населения.